# Spantekow

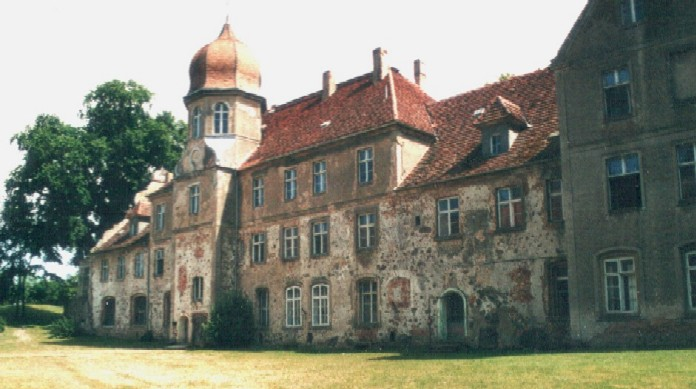
Spantekow castle, palace (still in use)

Spantekow là một đô thị trong huyện Vorpommern-Greifswald (trước thuộc huyện Ostvorpommern), bang Mecklenburg-Vorpommern, miền bắc nước Đức.

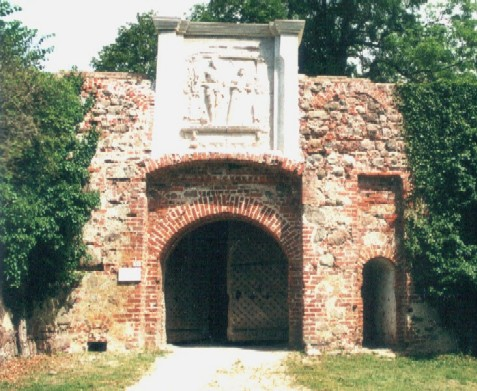
Spantekow castle, gate